# Lac Irene
Pour les articles homonymes, voir Irène.
Le lac Irene, en anglais Lake Irene, est un lac dans l'État américain du Colorado. Il est situé à une altitude de 3 239 m dans le comté de Grand et le parc national de Rocky Mountain.